# Андрей Фрушич
Андрей Фрушич (серб. Епископ Андреј, в миру Я́нко Фру́шич, серб. Јанко Фрушић, 5 липня 1916 село Дивош, Сремський округ, Воєводина, Сербія — 22 березня 1986, Сремська Митровиця, Сремський округ, Воєводина, Сербія) — єпископ Православної церкви Сербії, єпископ Сремський.

## Біографія
Початкову школу і реальну гімназію закінчив в Нові-Саді. У 1939 році з відзнакою закінчив богословський факультет Белградського університету.
До висвячення в сан єпископа викладав в першій чоловічій гімназії в Белграді.
11 липня 1940 року в Боджяницькому монастирі був пострижений в мантію його настоятелем ігуменом Платоном (Мішковим). 12 липня там же єпископом Бацьким Іринеєм Чіричем був висвячений в сан ієродиякона.
2 березня 1941 року в Нові Саді тим же єпископом висвячений в сан ієромонаха.
У 1945 році отримав звання синкела, в 1948 році — протосинкела.
У 1946 році успішно захистив докторську дисертацію «Статут монастиря в Тавенні».
У 1947-1959 роках — духівник церкви Ружице в Белграді, де брав участь в місіонерській роботі з прочанами.
У 1949 році призначений викладачем і головним вихователем духовної семінарії святого Савви в Раковицькому монастирі.
У 1951 році призначений настоятелем монастиря Раковіца, у зв'язку з чим зведений в сан архімандрита.
Наприкінці 1952 року наукова рада богословського факультету Белградського університету обрав його доцентом, в листопаді 1958 року — екстраординарним професором.
Публікував свої наукові праці в галузі богослів'я, патрології та історії в різних журналах, найбільше в журналі Богословського факультету «Богословље». Кілька його робіт залишилося не опублікованими.
19 червня 1959 року рішенням Священного Архієрейського Собору був обраний єпископом Будимлянским, вікарієм Патріарха Сербського.
28 червня на Видів день був хіротонізований на вікарного єпископа Будімлянского, вікарія Патріарха Сербського.
Хіротонію здійснили: єпископ Хризостом Воінович, єпископ Славонський Еміліан Маринович і єпископ Захумсько-Герцеговинський Владислав Мітрович. Одночасно йому доручалося тимчасове управління Чорногорсько-Приморською єпархією.
20 травня 1961 року рішенням Священного Архієрейського Собору обраний єпископом Баня-Луцьким із звільненням від тимчасового управління Чорногорської-Приморської єпархією.
За час його служіння в цій розореній війною єпархії зведено велику кількість храмів і побудований новий собор в Баня-Луці, влаштоване парафіяльне господарство.
Будучи родом із срема, 19 травня 1980 року переведений за власним бажанням до Сремської єпархії.
Помер 22 березня 1986 року в Сремській Митровиці. Похований в Крушедольскому Благовіщенському монастирі.